# Sharing the night together
Sharing the night together is een single van Dr. Hook. Het is afkomstig van hun album Pleasure and pain.
Het nummer is geschreven door Ava Aldridge (1946-2003), een singer-songwriter nauw verbonden met Muscle Shoals. Er is onenigheid over wie het nummer het eerst opnam, Lenny LeBlanc of Arthur Alexander. Er volgden nog een aantal covers waaronder een van Dobie Gray. De versie van Dr. Hook maakte echter het meeste indruk en kwam in diverse hitparades terecht. In 2007 volgde nog Elliot Yamin.

## Hitnotering
Sharing the night together haalde de zesde plaats in 22 weken in de Billboard Hot 100, een derde plaats in de Canadese hitlijst en in 1980 een 43e plaats in de Britse. In België werd het geen hit.

### Nederlandse Top 40
| Positie: | 33 | 25 | 24 | 30 | uit |

### NederlandseMega Top 50
| Positie: | 49 | 33 | 31 | 28 | 35 | 41 | 47 | uit |

### NPO Radio 2 Top 2000
Sharing the night together stond alleen in 1999 in de NPO Radio 2 Top 2000, op plek 1851.